# Kritička pedagogija
Kritička pedagogija je filozofija obrazovanja i društvenog pokreta koja je razvijala i primjenjivala koncepte iz kritičke teorije i srodnih pojmova u područje obrazovanja i proučavanja kulture.  
Zagovornici kritičke pedagogije odbacuju ideju da znanje može biti politički neutralno tvrdeći da je podučavanje urođeni politički čin. Nadalje, smatraju da se pitanja socijalne pravde i demokracije ne mogu odvojiti od čina poučavanja i učenja. Cilj kritičke pedagogije je emancipacija od ugnjetavanja kroz buđenje kritičke svijesti, utemeljene na portugalskom terminu conscientização. Jednom kada se ona postigne trebala bi potaknuti pojedince na promjene u svom svijetu putem društvene kritike i političkog djelovanja i dovesti do samoaktualizacije. 
Kritičku pedagogiju utemeljio je brazilski filozof i odgajatelj Paulo Freire. Opisao ju je u svojoj knjizi iz 1968. Pedagogija obespravljenih, koja je vrlo brzo postala poznata i zadobila veliku potporu u Sjedinjenim Državama, gdje su zagovornici nastojili razviti način podučavanja koji bi bio uspješan u borbi protiv rasizma, seksizma i kapitalizma. Takve ideje su se promovirale uakademskim čaasopisima kao što je Radical Teacher, te je postepeno uključivala i elemente iz drugih ljevičarski orijentiranih područja poput postmoderne teorije, feminističke teorije, postkolonijalne teorije i queer teorije. 
Kritičari teorije smatrali su da nije prikladno da visokoškolske ustanove promiču radikalni politički aktivizam među svojim učenicima, te da su se zagovornici kritičke pedagogije pogrešno usredotočili na promicanje političkih stavova na štetu poučavanja vještinama poput pismenog izražavanja. Također, tvrdili su i da su se mnogi učitelji pod utjecajem kritičke pedagogije promicali pojednostavljene ideološki usmjerene ideje o složenim društvenim pitanjima poput rasne diskriminacije i klasne nejednakosti za čije podučavanje nisu kvalificirani. 

## Pozadina
Koncept kritičke pedagogije seže do najpoznatijeg djela Paula Freirea iz 1968. godine, Pedagogija obespravljenih. Freire, profesor povijesti i filozofije obrazovanja na Federalnom sveučilištu Pernambuco u Brazilu, nastojao je u ovom i daljnjim radovima razviti filozofiju obrazovanja odraslih koja bi iskazivala solidarnost sa siromašnima u njihovoj zajedničkoj borbi za opstanak uključivanjem u kritičku svijest i analizu. Unatoč tome što mu je obitelj pretrpjela razne gubitke i glad tijekom velike depresije, siromašni su njega i njegovu nekadašnju obitelj srednje klase gledali kao ljude koji su se igrom slučaja našli u toj situaciji. Njegovo intimno otkriće klase i klasnih granica dovelo je do Freireova radikalnog odbacivanja klasnog društva. 
Freireu su njegova utjecajna djela zaslužila status najcjenjenijeg kritičkog odgojitelja. Sam je rijetko koristio izraz "kritička pedagogija" pri opisivanju ove filozofije a početni fokus bio mu je usmjeren na projekt pismenosti odraslih u Brazilu, te je kasnije prilagođen kako bi obuhvaćao širok raspon socijalnih i obrazovnih pitanja. Freireova pedagogija ticala se anti-autoritarnog i interaktivnog pristupa čiji je cilj bio ispitati pitanja relacijske moći učenika i radnika. Središte kurikuluma bio je utemeljen na društvenim i političkim kritikama svakodnevnog života. Freireova praksa zahtijevala je provedbu niza obrazovnih praksi i procesa s ciljem stvaranja ne samo boljeg okruženja za poučavanje, već i boljeg svijeta. Freire je smatrao da to nije samo obrazovna tehnika već i način života u obrazovnoj praksi.  
Freire podupire sposobnost učenika da kritički razmišljaju o svojoj obrazovnoj situaciji, kako bi im se omogućilo "prepoznavanje povezanosti između njihovih pojedinačnih problema i iskustava i društvenog konteksta u koji su ugrađeni". Postizanje svijesti (kritička svijest, "conscientização") je nužan prvi korak " prakse ", koja se definira kao moć i znanje o djelovanju protiv ugnjetavanja, pri čemu se naglašava važnost oslobađanja obrazovanja.   
Od 1980-ih Henry Giroux i drugi razvijali su obrazovnu filozofiju kao obrazovni pokret orijentiran na praksu, koji je trebao pomoći učenicima razviti svijest o slobodi, prepoznati autoritarne tendencije i povezati znanje s moći i sposobnosti poduzimanja konstruktivnog djelovanja. Peter McLaren i Giroux bili su urednici jedne knjige o kritičkoj pedagogiji, a u 1990-ima su zajedno napisali drugu. Među drugim vodećim imenima ove obrazovne filozofije su bell hooks (Gloria Jean Watkins), Joe L. Kincheloe, Patti Lather, Antonia Darder, Gloria Ladson-Billings, Peter McLaren, Joe L. Kincheloe, Khen Lampert, Howard Zinn, Donaldo Macedo, Sandy Grande, Michael Apple i Stephanie Ledesma. U ovu kategoriju ponekad su uključeni i edukacijski stručnjaci poput Jonathana Kozola i Parkera Palmera. Preostali pedagozi poznatiji po svojim stavovima za borbu protiv školovanja, neškolovanja ili deškolovanja su Ivan Illich, John Holt, Ira Shor, John Taylor Gatto i Matt Hern. 
Kritička pedagogija ima nekoliko smjerova i temelja. Postmoderna, antirasistička, feministička, postkolonijalna i queer teorija igraju ulogu u daljnjem širenju i obogaćivanju Freireovih izvornih ideja o kritičkoj pedagogiji, prebacujući njezin glavni fokus na društvene klase kako bi uključila pitanja koja se odnose na religiju, vojnu identifikaciju, rasu, spol, seksualnost, nacionalnost, etničku pripadnost i starost. Veliki broj djela bavi se i anarhizmom, Györgyom Lukácsom, Wilhelmom Reichom, postkolonijalizmom i teorijama diskursa Edwarda Saida, Antonia Gramscija, Gillesa Deleuzea ( rizomatičko učenje ) i Michela Foucaulta. Radical Teacher je časopis posvećen kritičkoj pedagogiji i pitanjima koja su od interesa pedagozima kritičke pedagogije. Mnogi suvremenici prihvatili su postmoderne, anti-esencijalističke perspektive pojedinca, jezika i moći zadržavajući Freirev naglasak na kritici, rušenju opresivnih režima moći i znanja i društvenim promjenama. 

## Razvoj
Kako se razvijala kritička teorija, slijedio je i razvoj kritičke pedagogije. Suvremeni kritički nastavnici, poput bell hooks i Petera McLarena, u svojim kritikama razmatraju utjecaje različitih pitanja zabrinutosti, institucija i društvenih struktura. McLaren je razvio kritičku pedagogiju koju naziva revolucionarnom kritičkom pedagogijom a koja se temelji na društvenom pokretu, naglašavajući kritičku pedagogiju kao društveni pokret za stvaranje demokratske socijalističke alternative kapitalizmu. 
Joe L. Kincheloe i Shirley R. Steinberg stvorili su projekt „Paulo i Nita Freire“ za Međunarodnu kritičku pedagogiju na sveučilištu McGill. Kroz doprinose Kincheloe i Steinberga kritičkoj pedagogiji, projekt pokušava dovesti područje kritičke pedagogije u sljedeću fazu razvoja. U ovoj drugoj fazi ona nastoji postati svjetski pokret posvećen slušanju i učenju iz različitih diskursa ljudi s cijelog planeta. Kincheloe i Steinberg također prihvaćaju starosjedilačko znanje u obrazovanju kao način za proširivanje kritičke pedagogije i propitivanje obrazovne hegemonije. Joe L. Kincheloe, proširuje Freireovu ideju da već samo traženje društvenih promjena može promicati antiintelektualizam, te uravnoteženiji pristup obrazovanju u odnosu na postmoderniste.
Jedan od glavnih tekstova koji govori o poveznicama kritičke pedagogije i autohtonih znanja je rad Sandy Grande, Red Pedagogy: Native American Social and Political Thought (Rowman and Littlefield, 2004). U skladu s ovom perspektivom, Four Arrows (Don Trent Jacobs) osporava antropocentrizam kritičke pedagogije i navodi kako treba uzeti u obzir i druge razlike između zapadnjačkog i autohtonog svjetonazora u svrhu postizanja transformativnih ciljeva. Približavajući se preseku domorodačkih perspektiva i pedagogije iz druge perspektive, kritička pedagogija mjesta ispituje utjecaje mjesta. 

### U učionici
Ira Shor, profesor na Gradskom sveučilištu u New Yorku, daje primjer korištenja kritičke pedagogije. On razvija ove teme promatrajući uporabu metoda poučavanja Freirea u kontekstu svakodnevnog života u učionicama, posebice u institucionalnim okruženjima, te predlaže preispitivanje i rekonstrukciju čitavog kurikuluma. Također, zagovara promjenu uloge učenika iz objekta u aktivni, kritički subjekt pri čemu bi učenici kroz procese u učionici mogli početi zamišljati i težiti nečem drugačijem. 
Naravno, postizanje takvog cilja ne odvija se automatski niti je jednostavno, jer navodi kako je uloga učitelja kritična za ovaj proces. Učitelji trebaju pomoći učenicima da se odvoje od bezuvjetnog prihvaćanja vlastitog postojanja. Jednom kada se to postigne, učenici se mogu pripremiti za ponovni kritički ulazak u preispitivanje svakodnevnog života. U razrednom okruženju koje to postiže, jedan od potencijalnih rezultata je da učenici sami preuzmu veću odgovornost za razred. Moć se tako raspoređuje unutar skupine, a uloga učitelja postaje mnogo promjenjivija i izazovnija. To potiče rast intelektualnog karaktera svakog učenika, umjesto da je samo imitacija stila profesora.   
Zagovornici kritičke pedagogije inzistiraju na tome da su sami učitelji vitalni za raspravu o reformi obrazovanja utemeljenoj na standardima u Sjedinjenim Državama, jer je pedagogija koja od učenika traži učenje ili od učitelja podučavanje izvana nametnutih informacija primjer bankarskog modela obrazovanja koji je postavio Freire gdje strukture znanja ostaju neistražene. Za kritičkog pedagoga, nastavni čin mora uključivati i društvenu kritiku uz njegovanje intelekta.  
Joe L. Kincheloe tvrdi da je to u izravnoj suprotnosti s epistemološkim konceptom pozitivizma koji podrazumijeva predvidljivost društvenih akcija. U ovoj filozofiji nastavnik i njegovi učenici koristili bi se obrazovanjem utemeljenim na standardima prema kojima postoji jedan ispravan način podučavanja i prema kojem su svi isti bez obzira na rasu, klasu ili spol. Koncept Donalda Schöna o "neodređenoj zoni prakse" ilustrira kako je bilo koja praksa, posebno ona s ljudskim subjektima svojem središtu, beskonačno složena i oštro osporavana, što pojačava nespremnost kritičkog pedagoga da primjenjuje univerzalne prakse. 

## Otpor učenika
Studenti se ponekad opiru kritičkoj pedagogiji. Otpor učenika prema kritičkoj pedagogiji može se pripisati brojnim razlozima, primjerice mogu biti iz ideoloških razloga, vjerskih ili moralnih uvjerenja, straha od kritike ili neugodnosti oko kontroverznih pitanja. Karen Kopelson tvrdi da je otpor na nove informacije ili ideologije, uvedene u učionici, prirodan odgovor na uvjerljive poruke koje nisu upoznate. Da bi prevladali otpor studenata prema kritičkoj pedagogiji, nastavnici moraju donijeti strateške mjere kako bi se učenicima pomoglo u suočavanju s kontroverznim temama. 

## Kritička pedagogija nastave
Nagle promjene u demografiji učionica u Sjedinjenim Državama rezultirale su jezičnom i kulturnom raznolikošću. Da bi odgovorili na ove promjene, zagovornici kritičke pedagogije dovode u pitanje fokus na praktične vještine nastavničkih programa. Budući kritički pedagog vidi podučavanje kao urođeni politički čin, važniji element obrazovanja učitelja postaje razmatranje implicitnih pristranosti (poznatih i kao implicitna kognicija ili implicitni stereotipi) koje mogu podsvjesno utjecati na učiteljevu percepciju o sposobnost učenika za učenje. 
Zagovornici kritičke pedagogije inzistiraju na tome da nastavnici moraju postati učenici uz vlastite učenike, te potom i njihovi učenici. Moraju postati stručnjaci izvan svog područja znanja i upoznati se s kulturom, običajima i iskustvima učenika koje žele podučavati.       